# Norvège aux Jeux olympiques d'été de 2000
La Norvège participe aux Jeux olympiques d'été de 2000 à Sydney.

## Nombre d'athlètes qualifiés par sport
Voici la liste des qualifiés et sélectionnés Norvégiens par sport (remplaçants compris) :
| Sport       | Hommes | Femmes | Total |
| ----------- | ------ | ------ | ----- |
| Athlétisme  | 8      | 4      | 12    |
| Aviron      | 6      | 0      | 6     |
| Canoë-kayak | 4      | 0      | 4     |
| Cyclisme    | 6      | 4      | 10    |

## Participants
La délégation norvégienne est composée de 98 athlètes dont 44 hommes et 54 femmes engagés dans 5 sports

## Médaillés

### Or
- Trine Hattestad - Athlétisme, lancer du javelot femmes
- Knut Holmann - Canoë-kayak, K-1 500 m hommes
- Knut Holmann - Canoë-kayak, K-1 1 000 m hommes
- Anita Rapp, Hege Riise, Brit Sandaune, Dagny Mellgren, Bente Nordby, Marianne Pettersen, Gøril Kringen, Bente Kvitland, Unni Lehn, Ingeborg Hovland, Silje Jørgensen, Monica Knudsen, Ragnhild Gulbrandsen, Solveig Gulbrandsen, Margunn Haugenes, Kristin Bekkevold, Christine Boe Jensen et Gro Espeseth - football, tournoi féminin

### Argent
- Kjersti Plätzer - Athlétisme, 20 km marche femmes
- Trude Gundersen - Taekwondo, 67 kg femmes
- Fredrik Raaen Bekken et Olaf Tufte - Aviron, deux de couple hommes

### Bronze
- Nils Olav Fjeldheim, Eirik Verås Larsen - Canoë-kayak K-2 1 000 m hommes
- Harald Stenvaag - Tir, carabine trois positions
- Monica Sandve, Else-Marthe Sørlie, Heidi Tjugum, Jeanette Nilsen, Marianne Rokne, Birgitte Sættem, Mia Hundvin, Tonje Larsen, Cecilie Leganger, Kjersti Grini, Trine Haltvik, Elisabeth Hilmo, Kristine Duvholt, Ann Cathrin Eriksen et Susann Goksør Bjerkrheim - handball, tournoi féminin

## Athlétisme

### Hommes
| Athlète        | Épreuve             | Séries         | Séries | Quarts de finale | Quarts de finale | Demi-finales  | Demi-finales | Finale        | Finale  |
| Athlète        | Épreuve             | Temps          | Rang   | Temps            | Rang             | Temps         | Rang         | Temps         | Rang    |
| -------------- | ------------------- | -------------- | ------ | ---------------- | ---------------- | ------------- | ------------ | ------------- | ------- |
| Geir Moen      | 200 m               | 20 s 76        | 4e     | 20 s 65          | 6r               | Eliminé       | Eliminé      | Eliminé       | Eliminé |
| John Ertzgaard | 200 m               | 21 s 00        | 4e     | Eliminé          | Eliminé          | Eliminé       | Eliminé      | Eliminé       | Eliminé |
| Vebjørn Rodal  | 800 m               | 1 min 46 s 76  | 2e     | Non disputé      | Non disputé      | 1 min 48 s 73 | 7e           | Eliminé       | Eliminé |
| Marius Bakken  | 5 000 m             | 13 min 44 s 80 | 11e    | Eliminé          | Eliminé          | Eliminé       | Eliminé      | Eliminé       | Eliminé |
| Jim Svenøy     | 3000 mètres steeple | 8 min 23 s 61  | 2e     | Non disputé      | Non disputé      | Non disputé   | Non disputé  | 8 min 27 s 20 | 9e      |

| Athlète           | Épreuve           | Qualification | Qualification | Finale      | Finale  |
| Athlète           | Épreuve           | Performance   | Rang          | Performance | Rang    |
| ----------------- | ----------------- | ------------- | ------------- | ----------- | ------- |
| Ketill Hanstveit  | Triple saut       | 16,75 m       | 13e           | Eliminé     | Eliminé |
| Pal Arne Fagernes | Lancer du javelot | 86,74 m       | 3e            | 83,04 m     | 9e      |
| Trond Hoiby       | Décathlon         | Non disputé   | Non disputé   | DNF         | /       |

### Femmes
| Athlète              | Épreuve              | Séries      | Séries      | Quarts de finale | Quarts de finale | Demi-finales | Demi-finales | Finale          | Finale            |
| Athlète              | Épreuve              | Temps       | Rang        | Temps            | Rang             | Temps        | Rang         | Temps           | Rang              |
| -------------------- | -------------------- | ----------- | ----------- | ---------------- | ---------------- | ------------ | ------------ | --------------- | ----------------- |
| Gunhild Halle-Haugen | 10 000 m             | DNF         | /           | Eliminé          | Eliminé          | Eliminé      | Eliminé      | Eliminé         | Eliminé           |
| Kjersti Plätzer      | 20 kilomètres marche | Non disputé | Non disputé | Non disputé      | Non disputé      | Non disputé  | Non disputé  | 1 h 29 min 33 s | Médaille d'argent |

| Athlète         | Épreuve           | Qualification | Qualification | Finale      | Finale        |
| Athlète         | Épreuve           | Performance   | Rang          | Performance | Rang          |
| --------------- | ----------------- | ------------- | ------------- | ----------- | ------------- |
| Hanne Haugland  | Saut en hauteur   | 1,89 m        | 18e           | Eliminé     | Eliminé       |
| Trine Hattestad | Lancer du javelot | 65,44 m       | 3e            | 68,91 m     | Médaille d'or |

## Aviron

### Hommes
| Athlète(s)                                                 | Compétition      | Série         | Série | Repêchage   | Repêchage   | Demi-finale   | Demi-finale | Finale                 | Finale            |
| Athlète(s)                                                 | Compétition      | Temps         | Rang  | Temps       | Rang        | Temps         | Rang        | Temps                  | Rang              |
| ---------------------------------------------------------- | ---------------- | ------------- | ----- | ----------- | ----------- | ------------- | ----------- | ---------------------- | ----------------- |
| Olaf Tufte Fredrik Bekken                                  | Deux de couple   | 6 min 25 s 63 | 1er   | Non disputé | Non disputé | 6 min 23 s 50 | 1er         | Finale A 6 min 17 s 98 | Médaille d'argent |
| Kjetil Undset Sture Bjorvig Steffen Størseth Nito Simonsen | Quatre de couple | 6 min 13 s 14 | 3e    | Non disputé | Non disputé | 6 min 08 s 55 | 4e          | Finale B 6 min 04 s 28 | 3e                |

## Canoé-Kayak

### Course en ligne

#### Hommes
| Athlète                                | Compétition | Éliminatoires  | Éliminatoires | Demi-finales   | Demi-finales | Finale A       | Finale A      |
| Athlète                                | Compétition | Temps          | Rang          | Temps          | Rang         | Temps          | Rang          |
| -------------------------------------- | ----------- | -------------- | ------------- | -------------- | ------------ | -------------- | ------------- |
| Knut Holmann                           | K1 500m     | 1 min 40 s 990 | 2e            | 1 min 39 s 964 | 2e           | 1 min 57 s 847 | Médaille d'or |
| Knut Holmann                           | K1 1000m    | 3 min 36 s 565 | 1er           | 3 min 36 s 425 | 1er          | 3 min 33 s 269 | Médaille d'or |
| Eirik Verås Larsen Nils Olav Fjeldheim | K2 500m     | 1 min 35 s 619 | 6e            | 1 min 34 s 712 | 7e           | Eliminé        | Eliminé       |
| Eirik Verås Larsen Nils Olav Fjeldheim | K2 1000m    | 3 min 15 s 483 | 4e            | 3 min 17 s 288 | 2e           | 3 min 20 s 515 | 9e            |
| Christian Frederiksen                  | C1 500m     | 1 min 54 s 366 | 6e            | 1 min 53 s 661 | 5e           | Eliminé        | Eliminé       |
| Christian Frederiksen                  | C1 1000m    | 3 min 55 s 378 | 3e            | Non disputé    | Non disputé  | 3 min 58 s 159 | 5e            |

## Cyclisme

### Route

#### Hommes
| Athlète              | Compétition      | Temps           | Rang |
| -------------------- | ---------------- | --------------- | ---- |
| Kurt Asle Arvesen    | Course en ligne  | DNF             | /    |
| Svein Gaute Holestol | Course en ligne  | DNF             | /    |
| Thor Hushovd         | Course en ligne  | DNF             | /    |
| Bjørnar Vestøl       | Course en ligne  | 5 h 36 min 14 s | 77e  |
| Thor Hushovd         | Contre-la-montre | 59 min 00 s 015 | 7e   |

#### Femmes
| Athlète         | Compétition      | Temps           | Rang |
| --------------- | ---------------- | --------------- | ---- |
| Solrun Flatås   | Course en ligne  | 3 h 11 min 04 s | 38e  |
| Ingunn Bollerud | Course en ligne  | 3 h 10 min 33 s | 35e  |
| Monica Valen    | Course en ligne  | 3 h 08 min 02 s | 29e  |
| Solrun Flatås   | Contre-la-montre | 45 min 01 s 575 | 20e  |

### BMX

#### Hommes
| Athlète      | Compétition   | Temps    | Rang |
| ------------ | ------------- | -------- | ---- |
| Rune Høydahl | Cross-country | DNF      | /    |
| Tom Larsen   | Cross-country | + 1 Tour | 35e  |

#### Femmes
| Athlète         | Compétition   | Temps              | Rang |
| --------------- | ------------- | ------------------ | ---- |
| Ragnhild Kostøl | Cross-country | 2 h 02 min 50 s 06 | 22e  |